# جيمس مارش (لاعب كريكت)
جيمس مارش (16 أكتوبر 1870 - 26 مارس 1930) (بالإنجليزية: James Marsh)‏ هو لاعب كريكت بريطاني.

## وصلات خارجية
- جيمس مارش على موقع إي آس بي آن كريك إنفو (الإنجليزية)